# Thomaston (hrabstwo Knox)
Thomaston – jednostka osadnicza w Stanach Zjednoczonych, w stanie Maine, w hrabstwie Knox.